# Macrobrachium patheinense
Macrobrachium patheinense is een garnalensoort uit de familie van de Palaemonidae. De wetenschappelijke naam van de soort is voor het eerst geldig gepubliceerd in 2004 door Phone & Suzuki.